# Mauricio Ramiro Ambrosi
Mauricio Ramiro Ambrosi (Córdoba, Argentina, de 9 de agosto de 1979) es un músico percusionista argentino, miembro de la agrupación de rock, cuarteto y ska Los Caligaris, desde 2001.

## Biografía
Mauricio Ramiro Ambrosi nació el 9 de agosto de 1979 en Córdoba capital, provincia de Córdoba.
En 1986, tras la separación de sus padres, la familia de Mauricio queda en situación de calle, viéndose obligados a vivir en la Terminal de Colectivos de Córdoba durante un año.
En 1987 es aceptado por sus tíos para vivir con ellos. Cursó sus estudios primarios en 5 escuelas. Al tiempo, conoce a su abuelo, quien les brinda una casa y comienza sus estudios de música.
En 1996 comienza a trabajar en servicios de limpieza para pagar las clases de música, y mientras tanto ejecuta la percusión en la banda de cuarteto del Toro Quevedo.
En 2001 conoce a Valentín Scagliola, tecladista de Los Caligaris, quien lo invita a formar parte de la banda.
En 2002 la banda se hace conocida a nivel nacional gracias a su álbum debut "Yernos perfectos".
En 2005 son premiados por la Fundación Konex en la categoría Tropical /Cuarteto.
En 2007 visita por primera vez junto a su banda, México, país donde Los Caligaris se han popularizado.
En 2016 consigue junto a Los Caligaris cuatro nominaciones en los Premios Gardel, siendo ganadores en la categoría "Ingeniería de grabación" por su álbum Circología.
El 7 de abril de 2018 se presenta junto a su banda por primera vez en el prestigioso Auditorio Nacional de México.
En 2019 la banda es nuevamente nominada en los Premios Gardel por su álbum en vivo "20 años, el show más feliz del mundo" en la categoría de "Mejor álbum de rock alternativo".

## Discografía
Álbumes editados en Argentina
- 2002 - Yernos Perfectos
- 2004 - Grasas Totales
- 2005 - Chanchos Amigos
- 2007 - No es lo que parece
- 2009 - Transpirando Alegría
- 2011 - Bailarín Apocalíptico
- 2015 - Circología
- 2019 - Salva
- 2023 - Muchas Noches, Buenas Gracias

Álbumes editados en México
- 2006 - Yernos Perfectos
- 2007 - Residencial América
- 2009 - Transpirando Alegría
- 2015 - Circología

Extended plays
- 2013 - Canciones para Armar
- 2017 - Canciones Felices

Discos en vivo
- 2010 - Vivo en Café Iguana
- 2016 - Somos Todos Vivos
- 2018 - 20 Años: El show más feliz del mundo

## Premios

### Premios Gardel[12]
| Año  | Trabajo nominado                       | Categoría                        | Resultado |
| ---- | -------------------------------------- | -------------------------------- | --------- |
| 2016 | «Circología»                           | Mejor Álbum Rock pop alternativo | Nominado  |
| 2016 | «Circología»                           | Producción del año               | Nominado  |
| 2016 | «Circología»                           | Mejor videoclip                  | Nominado  |
| 2016 | «Circología»                           | Ingeniería de Grabación          | Ganador   |
| 2019 | «20 años, el show más feliz del mundo» | Mejor Álbum Rock Alternativo     | Nominado  |